# 朱进
朱进（1965年4月24日—），男，北京人，中国天文学家，曾任北京天文馆馆长。

## 生平
朱进于1965年4月24日出生于北京，籍贯为陕西省蓝田县。1985年7月本科毕业于北京师范大学天文系，获学士学位。1991年7月博士毕业于南京大学天文系，获博士学位。1991年7月至2002年9月在中国科学院北京天文台（后更名为中国科学院国家天文台）工作，任助理研究员、副研究员、研究员，其中1992年5月至1994年4月为该单位博士后流动站博士后。2002年9月起调任北京天文馆馆长，2019年8月26日卸任。

## 学术成就
朱进在天文学方面的主要成就在于对小行星的研究，颇有建树。从1994年开始，朱进主持北京施密特CCD小行星研究项目，到2001年为止，一共发现了获得国际小行星中心暂定编号的小行星2728颗，其中已有1214颗获得永久编号和命名权。1997年6月3日，朱进的项目组还发现了一颗彗星，后来它被命名为“朱-巴拉姆”彗星。朱进本身担任国际天文学联合会小天体提名委员会委员。

## 科学普及
朱进非常关心天文科普事业，并亲身参与其中。多次在北京天文馆以及各地开办天文讲座。在广播、电视等媒体的访谈节目进行天文科普活动。并且朱进积极参与青少年的业余天文活动。

## 轶事
朱进身为天文学家，在其言论中表现出对占星学抱有明显的否定态度。在2011年6月19日下午于北京天文馆举行的“占星与天文的对话”活动，北京天文馆馆长朱进与美国占星师大卫·瑞雷进行关于天文与占星的对话。朱进多次质疑大卫·瑞雷的占星理论。对于占星学，朱进表示：
|    | 从天文学的角度上讲，行星的排列组合对我们的生活是没有影响的，有人做过相关的统计，也没有发现会有什么特别的影响。 |
| —— | |

在2006年8月举办的国际天文联合会关于冥王星行星地位的决议上，朱进投了赞成票。